# Gladbäcken
Gladbäcken är en vattenkälla och ett naturreservat i Hudiksvalls kommun, Hälsingland.
Reservatet är skyddat sedan 1978 och omfattar 3,4 hektar. Det är beläget 16 km nordost om Ljusdal ett par km från Gröntjärns naturreservat.
Gladbäcken är den näst största källan i Hälsingland. Flödet uppgår till mer än 50 liter per sekund. Källan rinner fram i en ravin i Hennanåsen i dalgången mellan Sandvik och Västerstråsjö. Flödet växer snabbt från första utloppspunkten (upprinnan). Högre upp finns ett torrare område och här kan man hitta den lilla orkidén knärot. I naturreservatet finns även  sparvuggla, spillkråka och gråspett.